# Santa María del Berrocal (kommunhuvudort)
Santa María del Berrocal är en kommunhuvudort i Spanien.   Den ligger i provinsen Provincia de Ávila och regionen Kastilien och Leon, i den centrala delen av landet, 140 km väster om huvudstaden Madrid. Santa María del Berrocal ligger 1 049 meter över havet och antalet invånare är 514.
Terrängen runt Santa María del Berrocal är varierad. Runt Santa María del Berrocal är det glesbefolkat, med 12 invånare per kvadratkilometer. Närmaste större samhälle är El Barco de Ávila, 19,6 km sydväst om Santa María del Berrocal. Trakten runt Santa María del Berrocal består i huvudsak av gräsmarker.